# ヒナワチガイソウ
ヒナワチガイソウ（雛輪違草、学名：Pseudostellaria heterantha var. linearifolia）は、ナデシコ科ワチガイソウ属の多年草。ワチガイソウを基本種とする変種。別名、ヒナワチガイ、ムサシワチガイソウ。

## 特徴
小型の多年草。地下にある根は紡錘状に肥大し、1-3個ある。茎は直立して、細く軟弱で、高さ5-22cmになり、1-2列になる短毛が生える。葉は対生し、線形で、長さ1.7-6cm、幅2-7mmになる。葉柄はほぼない。基本種であるワチガイソウは、本変種とくらべると上部の葉の幅が広く、楕円形から卵形になり、長さは幅の3倍程度であるが、本変種は下部の葉も上部の葉も細く、線形で、長さは幅の7-12倍ある。
花期は4-6月。花の径は約1cm、上部の葉腋から細く長い花柄を出し単生する。萼片は5個あり、披針形で先はとがり、長さは4.5mmになり、背面に細かい毛が生える。花弁は白色で5個あり、狭倒披針形で、長さ5.5mm、幅1.5mm、先端は鋭頭になる。花弁が細く爪部が相対的に長いために、花に隙間が目立つ。雄蕊は10個あり、葯は赤紫色になる。花柱は2個ある。ワチガイソウと比べ、雄蕊が長く、花弁と同じ長さか半分の長さとなる。開花花の果実は蒴果となり、種子は5-6個あり、卵形から楕円形で、長さ約2.3mm、幅約1.8mmになる。下部の葉腋に閉鎖花をつける。

## 分布と生育環境
日本固有種。本州（茨城県・千葉県・東京都・三重県）、四国（徳島県・愛媛県・高知県）に分布し、山地の落葉広葉樹林の林内や林縁に生育する。

## 名前の由来
変種名 linearifolia は、「線形葉の」「直線状の葉の」の意味。また、musashiensis は、「武蔵国の」の意味。

## 種の保全状況評価
絶滅危惧II類 (VU)（環境省レッドリスト）
（2017年、環境省。2000年レッドデータブックまでは、絶滅危惧IB類(EN)。）

## ギャラリー

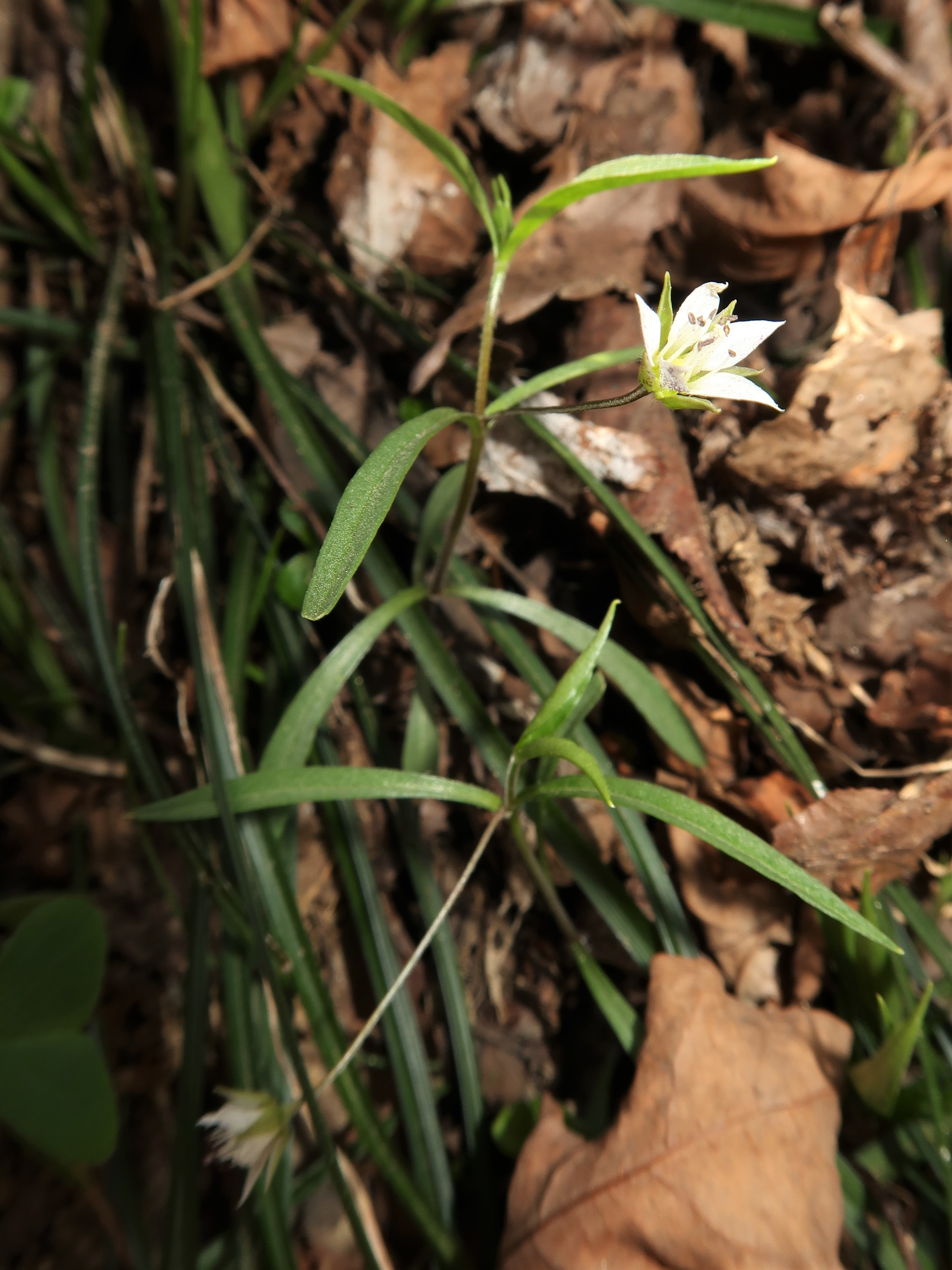
葉は線形で対生し、上部の葉腋から細く長い花柄を出す。
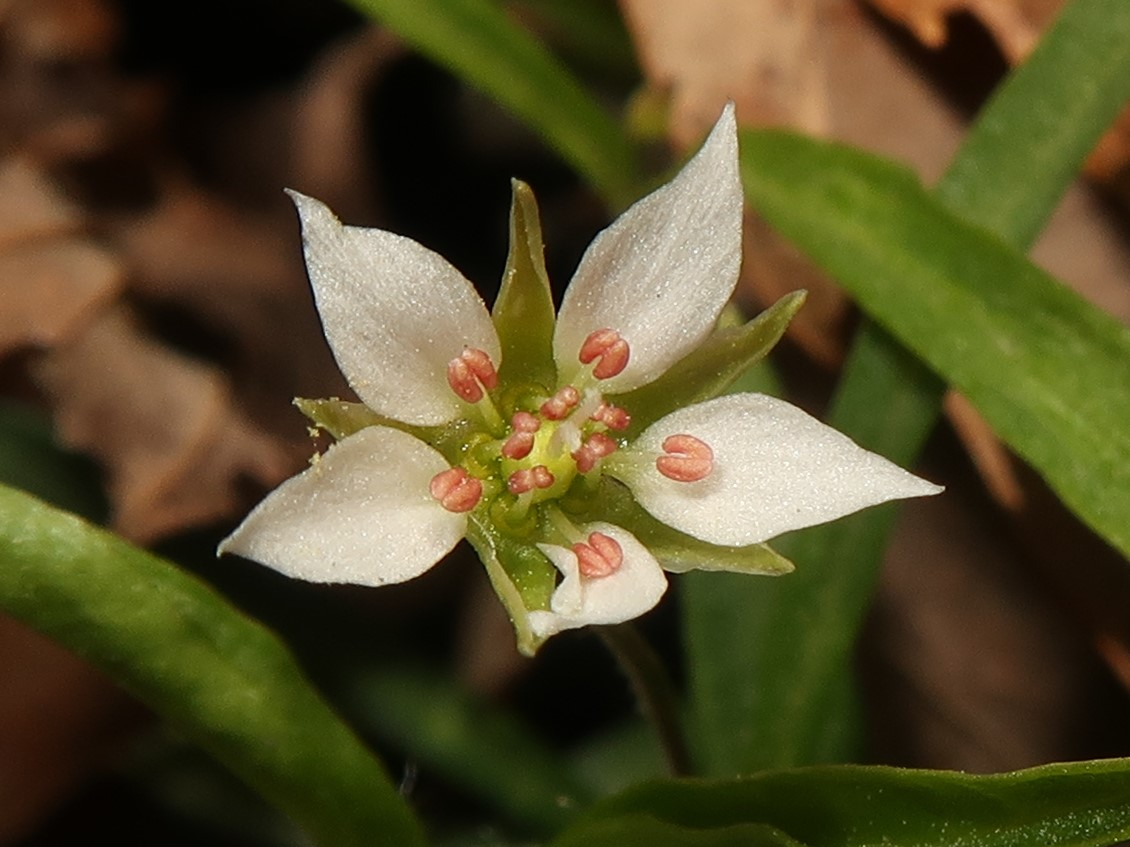
花弁が細く爪部が相対的に長いために、花に隙間が目立つ。
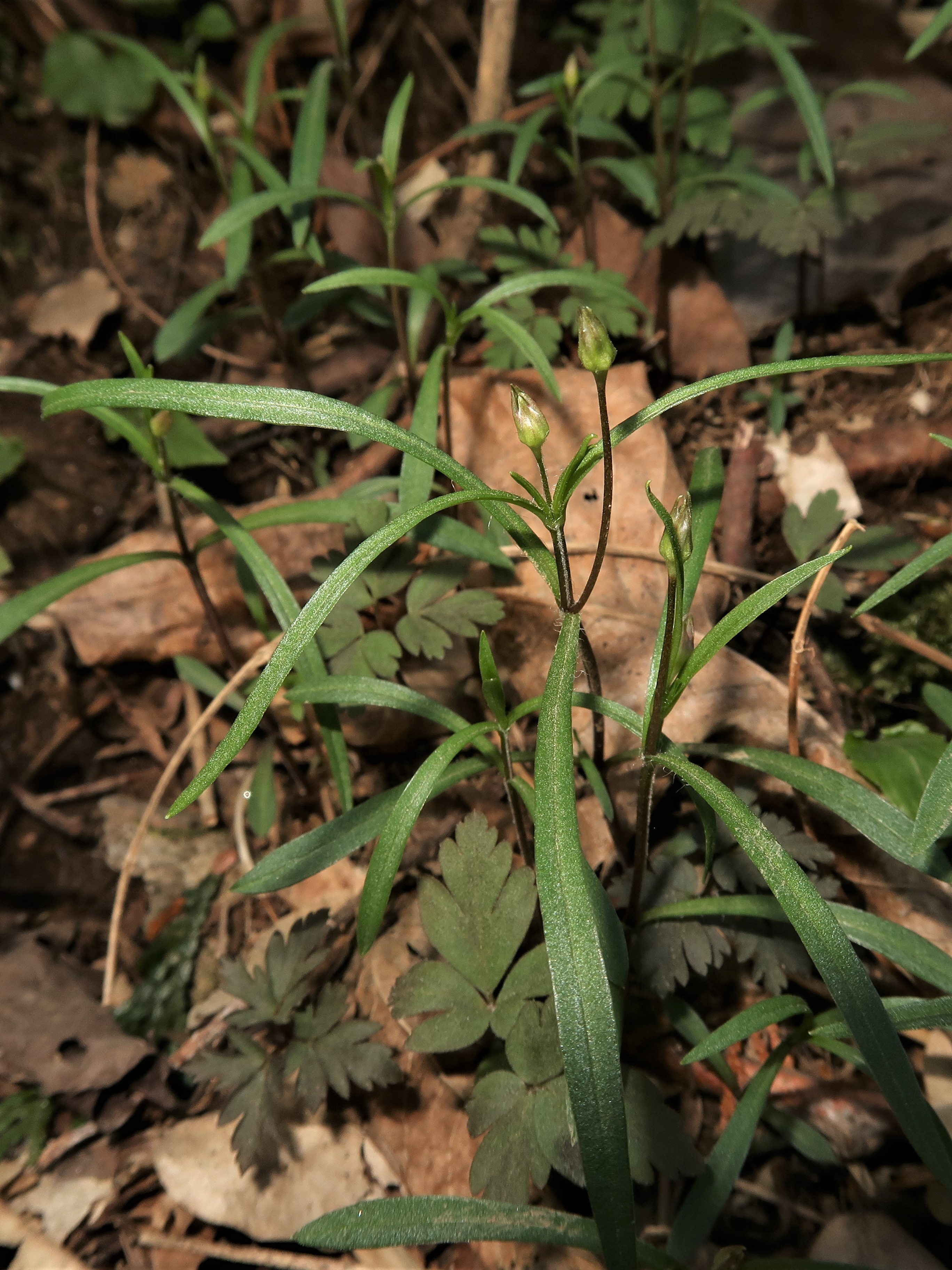
蕾の状況。茎に1-2列になる短毛が生え、線形の葉は無柄。
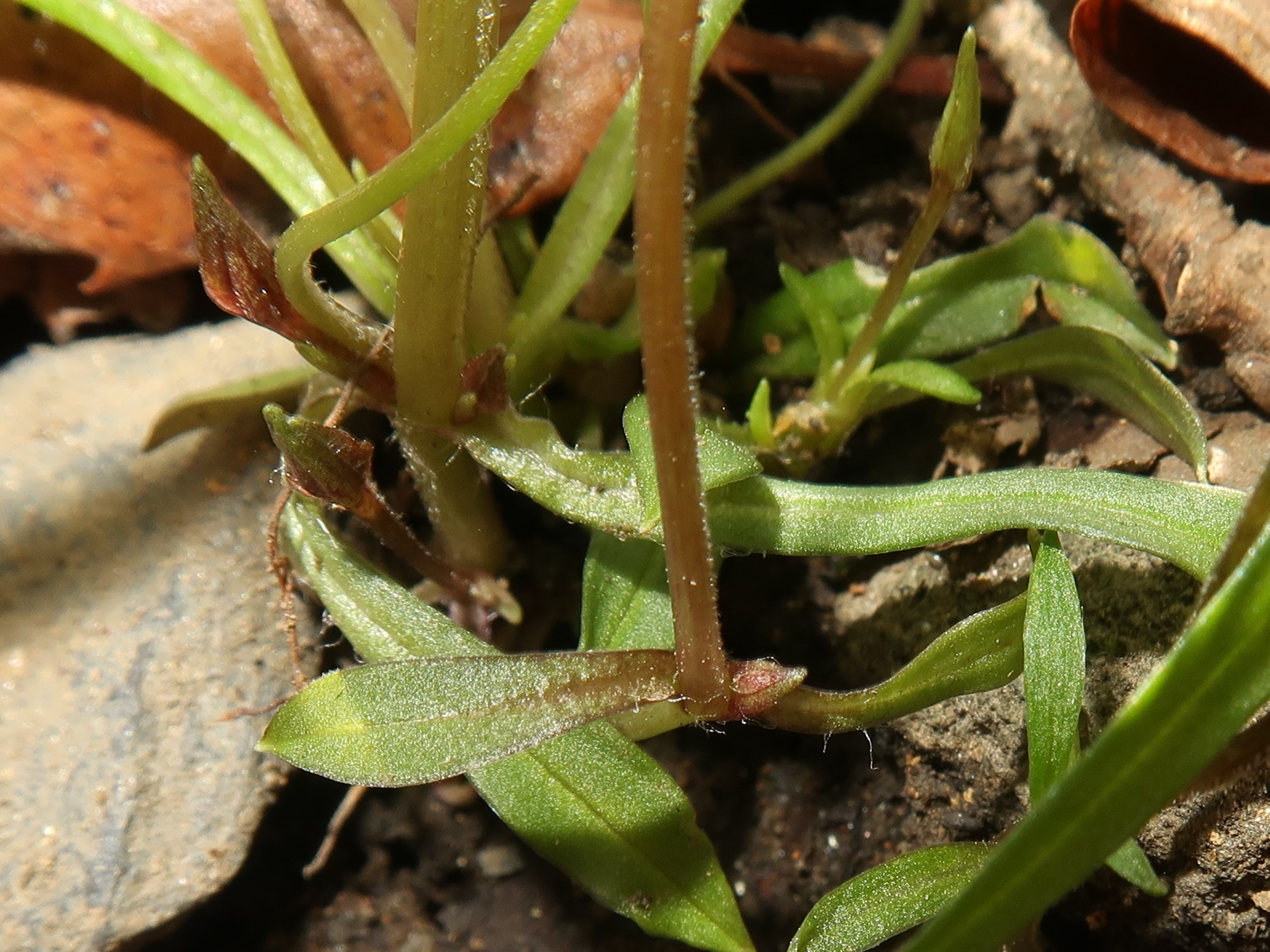
下部の葉腋につく閉鎖花。
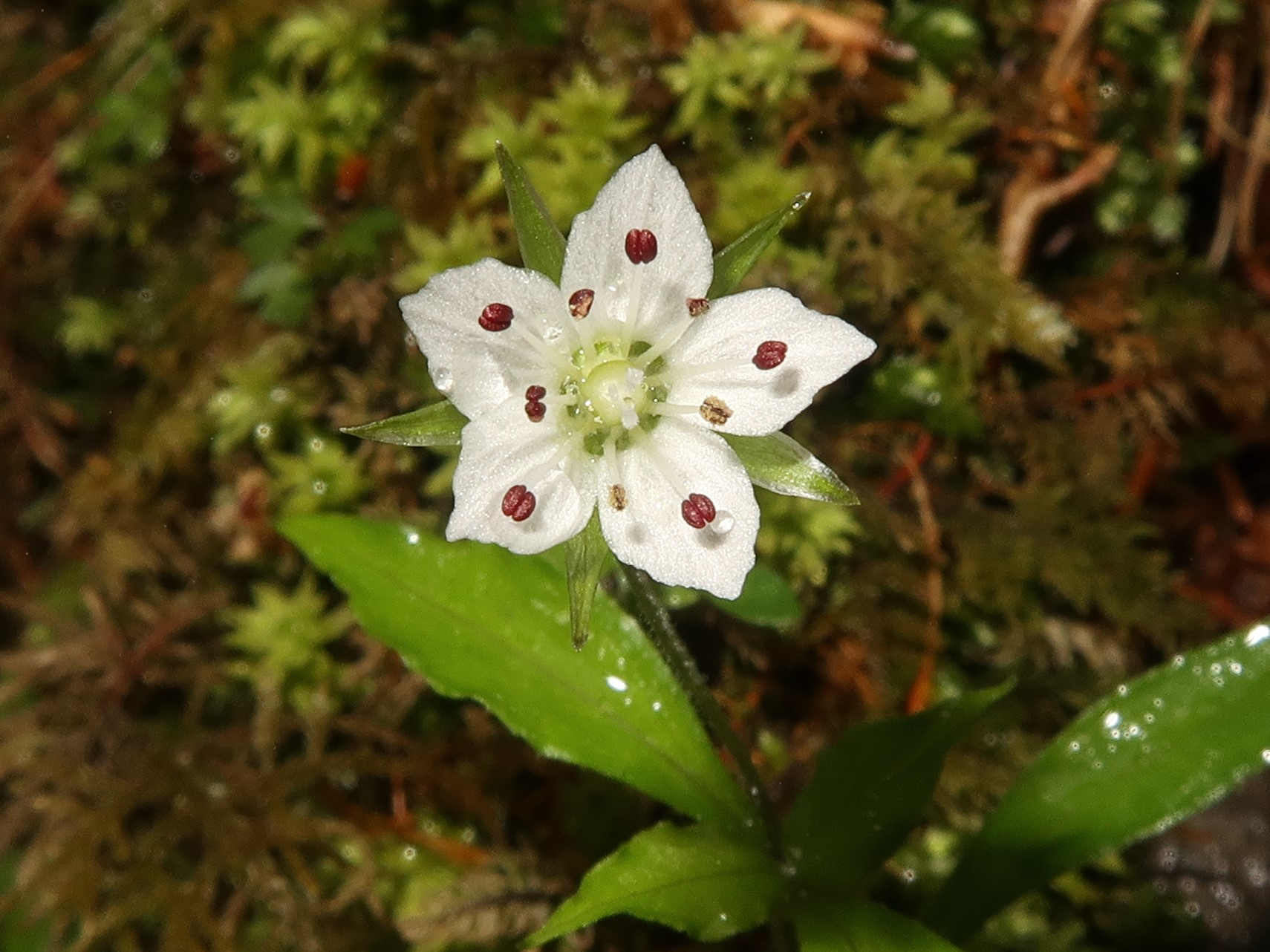
基本種のワチガイソウ。

## 学名、分類の変遷
武田(1915)

武田久吉は、1915年、筑波山に分布するワチガイソウ属の植物について、茎上部の葉が著しく狭く線形になることから、それらの植物に Krascheninikovia heterantha Maxim var. linearifolia Takeda の学名を与え、和名をヒナワチガイソウとした。

根本(1936)

その後、根本莞爾は、1936年に本変種の属する属名を Krascheninikovia から Pseudostellaria に移し、学名を Pseudostellaria heterantha (Maxim.) Pax var. linearifolia (Takeda) Nemoto とした。

檜山(1951)

一方、檜山庫三は、1951年、東京都清瀬村（現、清瀬市）産のワチガイソウ属の植物について、線形葉を有し、茎の下部が緑色で、花弁が常に鋭頭であることから、独立の種として Pseudostellaria musashiensis Hiyama の学名を与え、ムサシワチガイソウの和名をつけた。しかし、檜山は新種記載において、ヒナワチガイソウについてはふれていなかった。

水島(1965)、杉本(1965)、檜山(1965)

その後、本変種については、基本種と分けない考え方や品種とする考え方もあった。しかし、檜山は、後にムサシワチガイソウとヒナワチガイソウが同じものあることに気づき、檜山が1965年に出版した「武蔵野の植物」ではムサシワチガイソウをヒナワチガイソウに変更している。

鈴木、萱野(1986)

茨城大学の鈴木昌友と萱野千寿は、筑波山産のワチガイソウと葉が細葉になる植物を詳しく調査し、1986年にその調査内容を発表した。その結果は、ワチガイソウを基本種とし、細葉タイプを変種ヒナワチガイソウとして区別するのが妥当というものだった。

門田(2017)

なお、門田裕一は、2017年刊行の『改訂新版 日本の野生植物 4』において、「独立種として認めるほうが適当かもしれない。」としている。